# 잘났어, 정말!
《잘났어, 정말!》은 2013년 5월 6일부터 같은 해 10월 4일까지 방영된 MBC 아침 드라마이다.

## 기획 의도
사랑밖에 몰랐던 여자가 시련을 딛고 성장한 이야기를 그린 드라마다.

## 줄거리
쌍둥이 중 언니 민지수는 착하고 조신한 천상 여자이며 세상에서 가장 중요한 것은 사랑이라고 믿는 인물로, 아이들에게 피아노를 가르친다. 반면 동생 민지원은 언니의 사랑방식을 항상 못마땅해 하며 남자에게 의지하지 않고 스스로 자신의 삶을 개척해나가는 강한 인물이다.

## 등장인물

### 주요 인물
- 하희라(민지수 / 민지원) : 배기철 전처
- 이형철(차우성) 역
- 심형탁(이선남)
- 김빈우(이선미)

### 이선남 가족
- 박근형(이대관) : 선남&선미 아버지
- 차주옥(정인경) : 선남 의붓어머니, 선미 친모

### 배기철 가족
- 문영미(김영옥)
- 박준혁(배기철) : 지수 전남편이자 도희 남편
- 황금별(도도희) : 기철 현아내
- 장예슬(배진주) : 기철&도희의 숨겨진 딸이다.
- 박지소(배사랑) : 이혼한 기철&지수의 딸

### 그 외 인물
- 장희수(장옥자)
- 박성훈(유덕화)
- 황지니(허영미)
- 윤희주(조윤희)
- 정애연(하애리)

## 조기 종영
- 방송 분량이 120부작에서 12회 축소되어 108부작으로 변경 · 확정함.[1]